# Archivos del Movimiento Obrero
Los Archivos del Movimiento Obrero son un centro cultural, de acceso público y gestión privada, dedicado a aglutinar los fondos bibliográficos y documentales de las fundaciones Francisco Largo Caballero, Indalecio Prieto y Pablo Iglesias.

## Historia

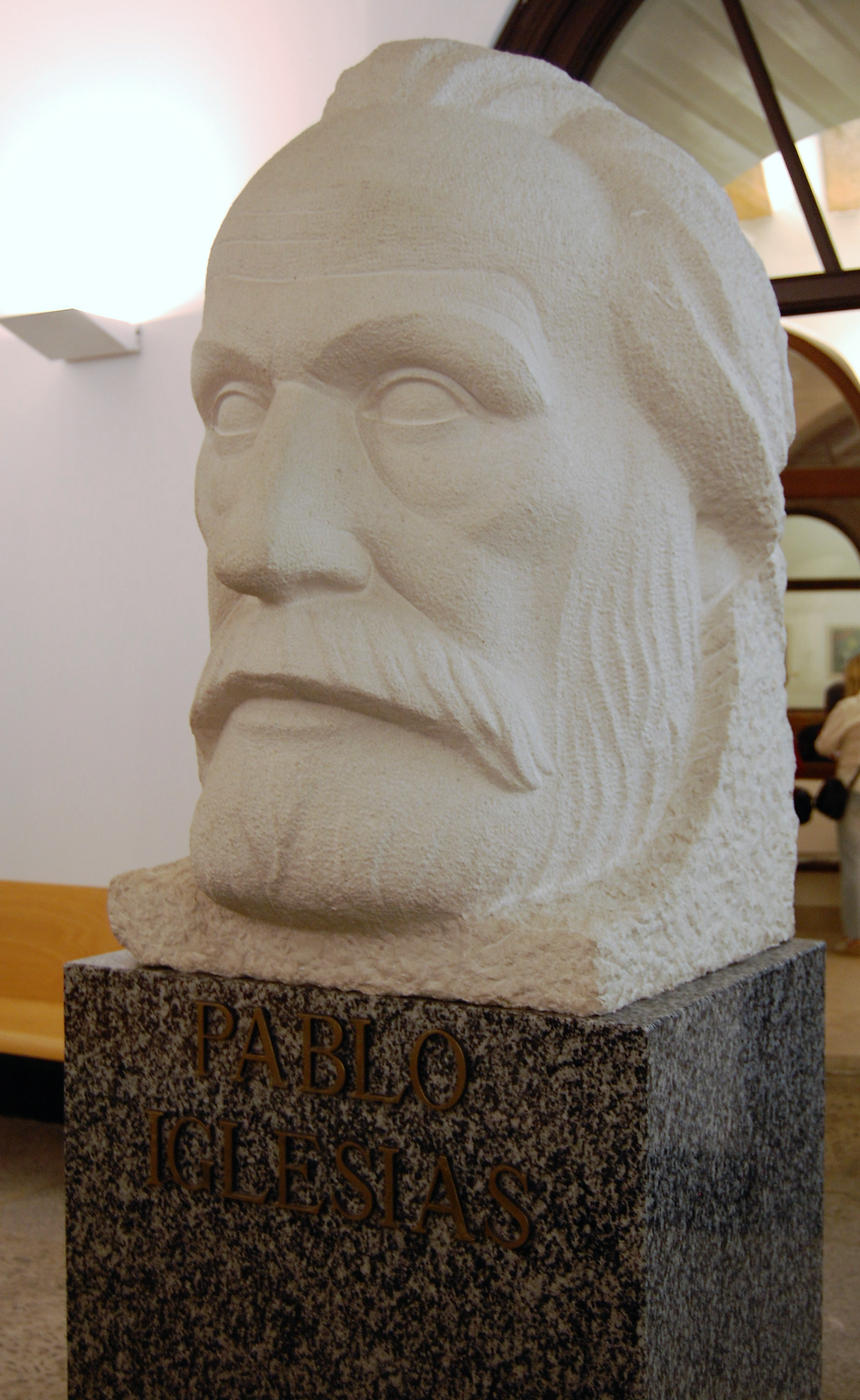
Busto de Pablo Iglesias (José Noja, 2001), réplica de la obra original de Emiliano Barral.

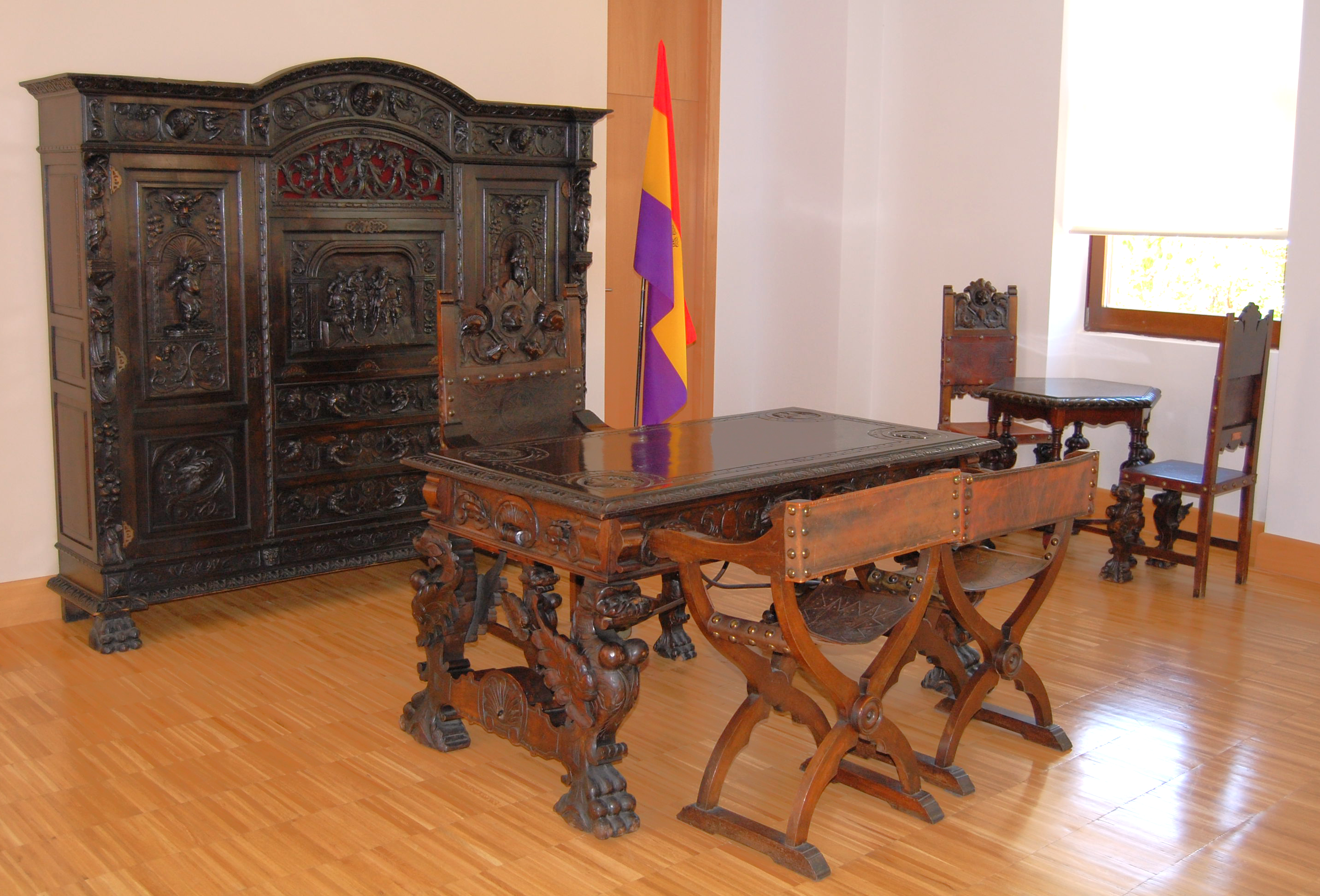
Despacho de Francisco Largo Caballero, presidente del gobierno de la Segunda República Española entre septiembre de 1936 y mayo de 1937, conservado en los Archivos del Movimiento Obrero.

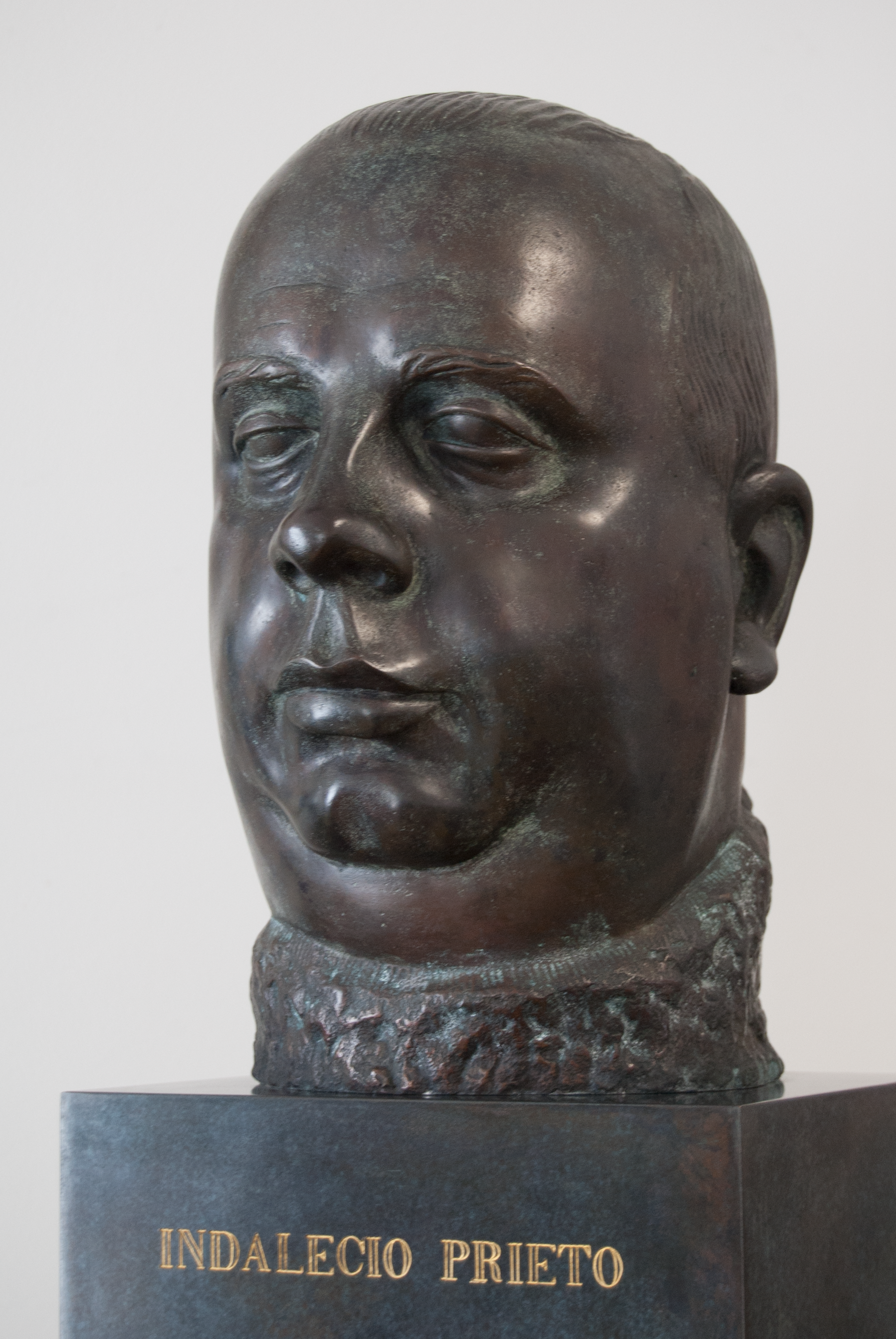
Busto de Indalecio Prieto (Juan Cristóbal, 1926).

En el año 2000 la Universidad de Alcalá, propietaria del edificio, restauró la iglesia y parte de la planta baja del antiguo Colegio-convento de Trinitarios Calzados, para acoger desde el 8 de febrero de 2002 el Archivo de la Fundación Pablo Iglesias; y entre 2007-2010 acometió la restauración actual para recibir también a la Biblioteca de la Fundación Francisco Largo Caballero y la de la Fundación Indalecio Prieto. Las obras reforzaron las estructuras del inmueble y renovaron todas sus instalaciones, para garantizar la conservación del patrimonio documental que se almacena en él.
El archivo clasifica la documentación, según su origen, en seis grupos de fondos: sindicatos, partidos políticos, organizaciones humanitarias, cooperativas, fundaciones y asociaciones, y archivos personales.
Los documentos, fotografías, carteles y periódicos de estos archivos, mantienen el patrimonio y los fondos bibliográficos esenciales para el estudio y puesta en valor de la historia política y social contemporánea de España. Y son claves para el conocimiento de las organizaciones que las regentan: el Partido Socialista Obrero Español y la Unión General de Trabajadores. 
- La Fundación Pablo Iglesias, creada en 1926, dispone de un archivo con más de dos millones de documentos de la historia del PSOE, la UGT y las Juventudes Socialistas de España, además de otras organizaciones como la Unión Sindical Obrera, Comisiones Obreras, las Juventudes Socialistas Unificadas o la Liga Comunista Revolucionaria y de numerosos personajes, tanto socialistas como de otras ideologías políticas. Su biblioteca cuenta con 72.000 volúmenes, 360.000 fotografías o diapositivas, 9.000 carteles y su hemeroteca con 8.850 títulos de publicaciones periódicas, destacando las pertenecientes a las organizaciones socialistas, comunistas y anarquistas españolas. Identificador del archivo: ES. 28005. AFPI[4][5]
- La Fundación Francisco Largo Caballero, constituida en 1978, corresponde a fondos de sindicatos, de partidos políticos, de organizaciones humanitarias, de cooperativas, de fundaciones y de archivos personales. Consta de cerca de medio millón de documentos, generados a lo largo de todo el siglo XX, fundamentalmente del exilio, la clandestinidad y la transición española. Cuenta con el fondo documental, biblioteca con 24.073 monografías, hemeroteca con 2.907 títulos, archivo con 21.815 fotografías y 1.525 carteles, y el fondo sonoro y audiovisual con 209 y 315 registros, respectivamente. Identificador del archivo: ES. 28005. AFFLC[6][7][8][9]
- La Fundación Indalecio Prieto, establecida en 1987, se inició con tres fondos archivísticos, los de Concha Prieto (hija de Indalecio Prieto), Víctor Salazar y Rodolfo Llopis (secretario general del PSOE en el exilio). Los dos primeros corresponden al archivo personal y político de Indalecio Prieto, y el tercero al archivo político del PSOE en el exilio. A los que posteriormente, se han sumado otros fondos mediante legado o donación de personalidades destacadas. Identificador del archivo: ES. 28005. AFCIP[10][11]

## Edificio
La sede de los Archivos del Movimiento Obrero se ubica en el número 7 de la calle Colegios de Alcalá de Henares (Comunidad de Madrid - España). El edificio se construyó entre 1612 y 1621 para el Colegio-convento de Trinitarios Calzados, colegio menor adscrito a la Universidad de Alcalá. Desde su desamortización en 1835, ha sufrido varias remodelaciones por los diferentes usos que ha tenido (cuartel y asilo de ancianos).
Edificio de dos plantas construido en ladrillo, con pórtico en granito. Dispone de dos patios, el principal corresponde al antiguo claustro con arquerías de arcos rebajados. La antigua capilla, situada al oeste, se ha rehabilitado como biblioteca; tiene planta de salón y la cubre una bóveda de cañón con arcos fajones que se continúan con las pilastras; su falso crucero se remata con una bóveda de cuatro caras. Sus vidrieras son obra de Carlos Muñoz de Pablos. La crujía meridional es paralela a la calle Colegios, pero al estar girada respecto al claustro, forma un segundo patio en cuña. Durante los siglos XIX y XX se le añadieron otras edificaciones secundarias. La antigua huerta, situada al norte, se reconvirtió en jardín. Su última restauración es del año 2010, para acondicionamiento como archivo y biblioteca, mereció el Premio Ciudad de Alcalá al arquitecto José Luis de la Quintana Gordon en 2011 en su modalidad de arquitectura.
En su primera planta se ubican los despachos de trabajo, la sala de clasificación, descripción y expurgo, y la sala de consulta. En la planta baja y en un edificio anexo se encuentran los depósitos.

## Exposiciones
Conmemorando el "Día de la Biblioteca", el 24 de octubre, se enseña al público una muestra representativa de los tesoros bibliográficos que conservan las fundaciones participantes, con el objetivo de mostrar sus fondos, su historia y sus instalaciones. Cuenta con la colaboración del Seminario Interdisciplinar de Estudios sobre Cultura Escrita (SIECE), el Grupo de Investigación Lectura, Escritura y Alfabetización (LEA) de la Universidad de Alcalá, y con la Red de Archivos e Investigadores de la Escritura Popular (RedAIEP).
| Año  | Título                                                                     | Inicio     | Fin        |
| ---- | -------------------------------------------------------------------------- | ---------- | ---------- |
| 2015 | Documentos representativos de las tres Fundaciones                         | 21/10/2015 | 26/10/2015 |
| 2016 | Diccionarios y enciclopedias                                               | 24/10/2016 | 21/10/2016 |
| 2017 | Primeras ediciones de El Capital y estudios sobre el Marxismo              | 23/10/2017 | 27/10/2017 |
| 2018 | 40 aniversario de la Constitución de 1978 y otras constituciones españolas | 23/10/2018 | 09/11/2018 |
| 2019 | Libros desterrados: los editores del exilio republicano de 1939 en América | 24/10/2019 | 22/11/2019 |
| 2020 | En recuerdo de Julián Besteiro (1870-1940)                                 | 23/10/2020 | 06/11/2020 |
| 2021 | ¡Salud!                                                                    | 22/10/2021 | 29/10/2021 |
| 2022 | Escritoras en la II República: vivencias y recuerdos                       | 24/10/2022 | 18/11/2022 |
| 2024 | Los libros y los afectos                                                   | 24/10/2024 | 24/10/2024 |

## Reconocimiento
- 2016: Premio Ciudad de Alcalá en su modalidad de patrimonio mundial. "El premio ha sido concedido por su gran contribución al mantenimiento del patrimonio y de los fondos bibliográficos, esenciales para el estudio y puesta en valor de la historia de la España contemporánea. Además, han colaborado en el desarrollo de la ciudad, tanto cultural como académicamente, produciendo sinergias entre las instituciones." [25]